# Schizembia grandis
Schizembia grandis is een insectensoort uit de familie Anisembiidae, die tot de orde webspinners (Embioptera) behoort. De soort komt voor in Colombia en Venezuela.
Schizembia grandis is voor het eerst wetenschappelijk beschreven door Ross in 1944.